# Basset Hound
Der Basset Hound ist eine von der FCI anerkannte britische Hunderasse (FCI-Gruppe 6, Sektion 1.3, Standard Nr. 163).

## Herkunft und Geschichtliches
Der Basset Hound soll schon in Shakespeares Sommernachtstraum beschrieben worden sein. Er soll von einer alten französischen Rasse, dem Basset d’Artois, abstammen. Seine systematische Zucht begann im 19. Jahrhundert: 1866 wurde die erste Meute zusammengestellt, 1874 die erste Zucht aus Frankreich importiert. In England erhielt der Basset das Merkmal des Bloodhoundkopfes. 1883 kam er nach Amerika, wo er noch bis 1916 als fremde Rasse galt. 1957 wurde der erste offiziell anerkannte Basset-Wurf in Deutschland gezüchtet. Seitdem erfreut sich die Rasse dort wachsender Popularität. Besonders beliebt ist sie auch in Großbritannien und den USA. In den 1970er Jahren verkam der Basset zum Modehund mit allen damit verbundenen Nachteilen. Das ist heute Vergangenheit, mit dem Ergebnis, dass die Übertreibungen im Körperbau etwas zurückgegangen sind.

## Beschreibung
Der Basset ist ein kleiner, bis 38 cm großer, aber sehr langer und sehr massiger (bis 35 kg) Niederlaufhund für die Meutejagd. Das Fell ist kurz und anliegend, gewöhnlich schwarz-weiß-braun (dreifarbig) oder lemon-weiß (zweifarbig), andere Laufhundfarben sind zulässig. Er hat auffällig lange Ohren.

## Verwendung
Der Basset Hound ist kein sehr schneller Laufhund, doch trotz seiner Trägheit ein eifriger Jäger auf Niederwild mit gutem Geruchssinn. Er findet auch als Familienhund Verwendung.

## Wesen
Der Basset ist ein manchmal eigensinniger, aber durchweg sanfter und gutmütiger Familienhund, der sich in der Regel schnell integriert und nicht gerne alleine ist. Auch gegenüber anderen Hunden verhält er sich freundlich und spielt gerne. Er ist intelligent und sehr lernfähig. Sein Jagdtrieb kann stärker oder schwächer ausgeprägt sein, was man bei Spaziergängen nicht vergessen sollte.

## Krankheiten
Aufgrund seines Körperbaus (langer Rücken und kurze Beine) kann es beim Basset – wie auch bei anderen ähnlich gebauten Hunden – zu Bandscheibenproblemen, in schweren Fällen auch zu Lähmungen kommen. Des Weiteren kann es bei Rüden im Winter aufgrund der kurzen Beine zu Erfrierungen am Hodensack und an der Vorhaut kommen. Wegen der langen, hängenden Ohren treten beim Basset verstärkt chronische Ohrentzündungen auf.